# Nishiwaga
Nishiwaga (西和賀町 Nishiwaga-machi?) es un pueblo localizado en la prefectura de Iwate, Japón. En octubre de 2018 tenía una población de 5.427 habitantes y una densidad de población de 9,19 personas por km². Su área total es de 590,74 km².

## Geografía

### Municipios circundantes
- Prefectura de Iwate
  - Hanamaki
  - Kitakami
  - Ōshū
  - Shizukuishi
- Prefectura de Akita
  - Semboku
  - Daisen
  - Yokote
  - Misato
  - Higashinaruse

## Demografía
Según datos del censo japonés, la población de Nishiwaga ha disminuido en los últimos años.
| Año del censo | Población |
| ------------- | --------- |
| 1995          | 8.594     |
| 2000          | 7.983     |
| 2005          | 7.375     |
| 2010          | 6.602     |
| 2015          | 5.880     |